# Tilehurst Vandtårn
Tilehurst Vandtårn, også nogle gange kendt som Park Lane Vandtårn, er et ikonisk vandtårn i Tilehurst, en forstad til den engelske by Reading. Det er et fremtrædende vartegn i området og kan ses fra betydelig afstand, især hvis man nærmer sig Reading fra vest ad M4 motorway.
Tårnet blev opført af Reading Borough Council i 1932 for at supplere det allerede eksisterende Bath Road Reservoir og forsyne beboere i højereliggende områder end det tidligere havde været muligt. I dag tilhører tårnet Thames Water og benyttes stadig til det oprindelige formål. Det huser også radiosenderen for Reading 107 FM, en lokal radiostation.